# Джарви, Дрю
Эндрю Джарви (англ. Andrew Jarvie; род. 5 октября 1948, Annathill) — шотландский футболист, нападающий.

## Карьера

### Клубная карьера
Во взрослом футболе дебютировал в 1967 году в клубе «Эйрдрионианс», где провёл пять сезонов, сыграв в 142 матчах.
В 1972 году перешёл в «Абердин», за который сыграл в 386 матчах и забил 131 гол. Вместе с командой выигрывал Кубок шотландской лиги и Премьер-дивизион Футбольной лиги Шотландии.
После ухода из «Абердина» в 1982 году он снова играл за «Эйрдрионианс», а затем перешёл в «Сент-Миррен», где и завершил карьеру футболиста в 1986 году.
Джарви является членом Зала славы «Абердина».

### Карьера в сборной
В 1971 году Джарви трижды выступал за сборную Шотландии, находясь в клубе «Эйрдрионианс».

## Достижения
«Абердин»
- Победитель Премьер-дивизиона Футбольной лиги Шотландии: 1979/80[2]
- Обладатель Кубка шотландской лиги: 1976/77[2]
- Обладатель Кубка Драйбро: 1980[3]